# トマス・クック (第2代レスター伯爵)

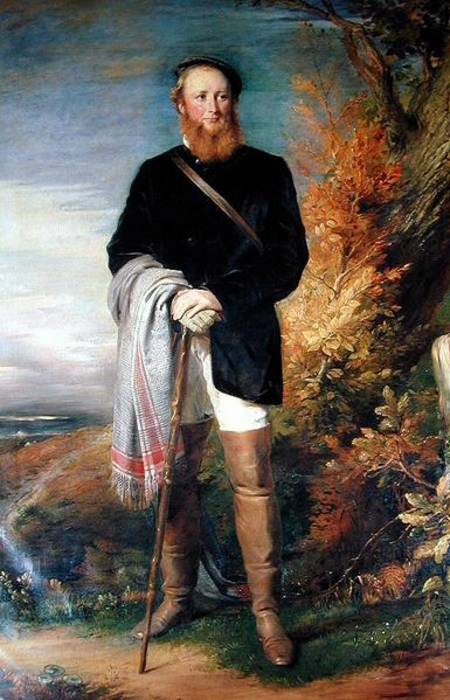
ジョージ・リッチモンドによる肖像画、1858年。

第2代レスター伯爵トマス・ウィリアム・クック（英: Thomas Coke, 2nd Earl of Leicester KG、1822年12月26日 – 1909年1月24日）は、イギリスの貴族。ノーフォーク州の地主として領地改良に多額の投資をし、政治や社交界にはほとんど関わらなかった。
1837年から1842年までクック子爵の儀礼称号を使用した。

## 生涯

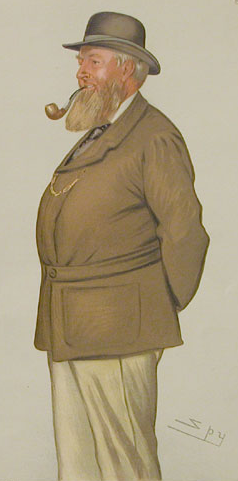
『バニティ・フェア』1883年8月4日号におけるカリカチュア、レスリー・ウォード画。

初代レスター伯爵トマス・ウィリアム・クックと2人目の妻アン・アミーリア（Anne Amelia、1803年6月16日 – 1844年7月22日、第4代アルベマール伯爵ウィリアム・ケッペルの娘）の間の長男として、1822年12月26日にホウカムで生まれ、1823年6月25日にメイフェアのハノーヴァー・スクエアで洗礼を受けた
。洗礼式には王族のサセックス公オーガスタス・フレデリックとグロスター＝エディンバラ公ウィリアム・フレデリックが代父を務めた。
イートン・カレッジとウィンチェスター・カレッジで教育を受けた後、1842年6月30日に父が死去するとレスター伯爵位を継承した。母は1843年6月25日に商人エドワード・エリスと再婚したが、1844年7月22日に出産中に亡くなった。
ノーフォーク州の地主であり、1883年時点でノーフォーク州に44,090エーカー (178.4 km2)の領地（年収59,578ポンド相当）を所有した。1846年8月1日よりノーフォーク統監を務めたが、1905年より健康を害し、1906年9月に引退して長男に譲った。
地主として領地管理や農業改良に専念し、1894年までに建物や排水システムの整備に575,048ポンドを支出し、領地改良に必要な土地購入費として377,771ポンドを支出した。1857年から1859年にかけてホウカムとウェルズ＝ネクスト＝ザ＝シーの間の沼地を埋め立てた。しかし地代収入は減る一方であり、1878年には52,682ポンドだったのが1894年には28,701ポンドに下がった。
一方で時流に逆らわず資産分散を図るようになり、1853年から1857年までウェルズ・アンド・ファケナム鉄道に投資し、1870年代にはイギリス、カナダ、オーストラリア、アルゼンチンの鉄道会社の株を所持した。またブルワリーなどイギリス農業の産出物を使用する川下産業にも投資した。
政界と社交界にはほとんど関わらなかったが、自由党の支持者であり、1873年6月30日に首相ウィリアム・グラッドストンの推薦でガーター勲章を授与された。しかし、1886年にグラッドストンがアイルランド自治を推進するとそれに反対した。宮廷では1870年から1901年のエドワード7世即位までコーンウォール公領国璽尚書を務めた。伯爵として長期間貴族院議員を務め、ほとんど登院しなかったものの、晩年には貴族院の「父」と呼ばれた。
1909年1月24日、心不全によりホウカムで死去、28日に同地で埋葬された。同名の長男トマス・ウィリアムが爵位を継承した。

## 家族
1843年4月20日、ジュリアナ・ウィットブレッド（Juliana Whitbread、1825年6月3日 – 1870年4月21日、サミュエル・チャールズ・ウィットブレッドの娘）と結婚、4男7女をもうけた。
- ジュリア（1844年12月4日[7] – 1931年8月7日） - 1864年4月26日、第7代ポーズコート子爵マーヴィン・ウィンフィールドと結婚、子供あり[8]
- アン（1845年12月11日[7] – 1876年1月23日） - 1874年1月16日、エドマンド・マニンガム＝ブラー（Edmund Manningham-Buller、初代準男爵サー・エドワード・マニンガム＝ブラー（英語版）の息子）と結婚、子供あり[8]
- ガートルード（1847年7月5日[7] – 1943年11月28日[9]） - 1866年4月5日、第7代ダンモア伯爵チャールズ・マレー（英語版）と結婚、子供あり[8]
- トマス・ウィリアム（英語版）（1848年7月20日 – 1941年11月19日） - 第3代レスター伯爵[2][10]
- メアリー（1849年9月18日[7] – 1929年12月28日） - 1879年12月18日、第6代ダートマス伯爵ウィリアム・レッグ（英語版）と結婚、子供あり[8]
- ウィニフレッド（1851年1月12日[7] – 1940年3月22日[11]） - 1873年9月2日、第4代リートリム伯爵ロバート・クレメンツ（英語版）と結婚、子供あり[8]
- マーガレット（1852年4月26日[7] – 1922年8月2日） - 1874年5月2日、第2代ベルパー男爵ヘンリー・ストラット（英語版）と結婚、子供あり[8]
- ミルドレッド（1854年1月24日[7] – 1941年5月12日[12]） - 1878年11月5日、第3代リッチフィールド伯爵トマス・アンソンと結婚、子供あり[8]
- ウェンマン（1855年11月20日 – 1931年5月30日） - 陸軍軍人、第二次アフガン戦争に参戦。生涯未婚[8]
- アーサー（1858年4月30日 – 1858年5月1日[7]）
- ジョン（1859年6月30日 – 1860年6月30日[7]）

1875年8月26日、ジョージアナ・シャーロット・キャヴェンディッシュ（Georgiana Charlotte Cavendish、1852年2月4日 – 1937年2月26日、第2代チェシャム男爵ウィリアム・キャヴェンディッシュの娘）と再婚、6男1女をもうけた。
- リチャード（1876年8月20日 – 1964年6月14日） - 陸軍軍人、第二次ボーア戦争と第一次世界大戦に参戦。1907年12月21日、ドリーン・オブライエン（Doreen O'Brien、1960年6月10日没、第14代インチクィン男爵エドワード・オブライエンの娘）と結婚して、子女をもうけたが、1927年に離婚した。1932年7月19日、エリザベス・ヴェラ・キャサリン・アリス・ド・ボーモント（Elizabeth Vera Catherine Alice de Beaumont、1988年没、ルイス・レオポルド・M・B・ド・ボーモントの娘）と再婚、子供あり[11]
- メイベル（1878年9月9日[7] – 1967年1月29日） - 1929年8月8日、ジェームズ・リトル・ラディントン（James Little Luddington、1935年9月8日没）と結婚[11]
- エドワード（1879年10月17日 – 1944年9月4日[11]） - 陸軍軍人、第二次ボーア戦争と第一次世界大戦に参戦[8]
- ジョン・スペンサー（1880年9月30日 – 1957年12月23日[11]） - 陸軍軍人、第二次ボーア戦争と第一次世界大戦に参戦。1907年1月15日、ドロシー・オリーヴ・レヴィ＝ローソン（Dorothy Olive Levy-Lawson、初代バーナム子爵ヘンリー・レヴィ＝ローソン（英語版）の娘）と結婚、子供あり[8]
- レジナルド（1883年11月10日 – 1969年4月30日[11]） - 法廷弁護士、陸軍軍人。第一次世界大戦に参戦。1924年7月17日、キャサリン・ライダー（Katharine Ryder、エドワード・ライダー閣下の娘）と結婚、子供あり[8]
- ヘンリー（1888年3月9日 – 1892年2月23日[7]）
- ラヴェル・ウィリアム（1893年8月19日 – 1966年3月16日） - 生涯未婚[11]